# Мунчян Ншан Аракелович
Мунчян Ншан Аракелович (вірм. Նշան Առաքելի Մունչյան; 24 червня 1963, Єреван) — радянський і вірменський боксер, чемпіон світу та Європи, переможець Кубка світу.

## Спортивна кар'єра
Ншан Мунчян почав займатися боксом з тринадцяти років. 1986 року вперше став чемпіоном СРСР. На чемпіонаті світу 1986 програв в першому бою. На Іграх доброї волі 1986 став переможцем.
Ще тричі (1987, 1989, 1991) Мунчян ставав чемпіоном СРСР.
На чемпіонаті Європи 1987 став чемпіоном, здобувши перемоги над Робертом Ішасегі (Угорщина), Адріаном Амзером (Румунія) і Красимиром Чолаковим (Болгарія).
На чемпіонаті Європи 1989 переміг Луїджі Кастільйоне (Італія) і програв Роберту Ішасегі, завоювавши бронзову медаль.
На чемпіонаті світу 1989 переміг двох суперників і програв Рохеліо Марсело (Куба), завоювавши бронзову медаль.
1990 року, програвши Еріку Гриффіну (США), став бронзовим призером Ігор доброї волі.
На чемпіонаті Європи 1991 переміг Яна Кваст (Німеччина) і програв у чвертьфіналі Палу Лакатош (Угорщина).
Після розпаду СРСР Мунчян ввійшов до складу збірної Вірменії. На чемпіонаті світу 1993 став чемпіоном.
- В 1/8 фіналу переміг Бернарда Іном (Франція) — 23-9
- У чвертьфіналі переміг Едуарда Гайфулліна (Росія) — 11-0
- У півфіналі переміг Альберта Гвардадо (США) — 7-2
- У фіналі переміг Данієля Петрова (Болгарія) — 8-6

1994 року став переможцем Кубку світу, здобувши перемоги над Булатом Жумаділовим (Казахстан), Бернардом Іном (Франція), Прамуансак Фосуван (Таїланд) та Рафаелем Лосано (Іспанія).
На чемпіонаті світу 1995 переміг Пала Лакатоша і програв Анджею Ржаному (Польща).
На чемпіонаті Європи 1996 програв в другому бою Данієлю Петрову.
На Олімпійських іграх 1996 програв в першому бою Данієлю Петрову — 5-11.
Після завершення виступів Ншан Мунчян певний час був боксерським функціонером Вірменії, а потім зосередився на тренерській роботі в США.